# ريتا ديلي
ريتا ديلي (بالمجرية: Deli Rita)‏ مواليد 21 أغسطس 1972 في المجر، هي لاعبة كرة يد مجرية سابقة تحولت إلى التدريب بعد الاعتزال. مثلت منتخب المجر لكرة اليد للسيدات في 110 مباريات. شاركت في دورة الألعاب الأولمبية الصيفية سنة 2000.

## سجل المنافسة
شاركت في البطولات التالية:
- بطولة العالم لكرة اليد للسيدات 1997
- بطولة العالم لكرة اليد للسيدات 1999
- بطولة العالم لكرة اليد للسيدات 2001
- بطولة أوروبا لكرة اليد للسيدات 1994
- بطولة أوروبا لكرة اليد للسيدات 1998

## الميداليات
| الميدالية | المسابقة                            |
| --------- | ----------------------------------- |
| فضية      | الألعاب الأولمبية الصيفية 2000      |
| برونزية   | بطولة أوروبا لكرة اليد للسيدات 1998 |

## روابط خارجية
- ريتا ديلي على موقع أوليمبيديا (الإنجليزية)